# Sidi Maius
Sidi Maius è un centro abitato della Libia, nella regione della Cirenaica.
Negli anni Venti era stato riedificato e popolato da coloni italiani con il nome di Predappio Cirenaico. Le costruzioni italiane sono ancora visibili.